# ニコラスライアン
ニコラス ライアン（Nicholas Ryan、1979年5月23日 - ）は、オーストラリア・ブロークンヒル出身のラグビー選手。

## プロフィール
- オーストラリア・ブロークンヒル出身。
- ポジションはセンター(CTB)。
- 身長 192cm、体重92kg
- 日本代表キャップは35。（2015年9月現在）
- ニックネームは『RHINO』[1]。

## 略歴
12歳からラグビーを始めた。
タウランガボーイズ高校、オタゴ大学、スーパーラグビーのハイランダーズを経て、2005年にサントリーへ加入。同年9月17日に行われたジャパンラグビートップリーグ第1節のトヨタ自動車ヴェルブリッツ戦に先発出場で公式戦初出場を果たした。
2008年4月26日に行われたアジア5カ国対抗韓国戦で初キャップを獲得した。
2011年に日本国籍を取得し、ラグビーワールドカップ2011の日本代表に選ばれる。なおワールドカップでは3試合に先発出場した。
2013年、トップリーグ史上初となるリーグ戦通算1000得点を達成し、トップリーグ通算100試合出場を達成した。
2015年、三菱重工相模原ダイナボアーズに加入。
2018年、三菱重工相模原ダイナボアーズを退団した。

## 受賞歴
- 2006-2007シーズン:トップリーグ得点王、ベストフィフティーン- CTB
- 2008-2009シーズン:ベストフィフティーン- CTB
- 2009-2010シーズン:ベストフィフティーン- CTB
- 2010-2011シーズン:ベストフィフティーン- CTB
- 2013-2014シーズン:トップリーグ得点王、ベストキッカー